# Jealkb
Jealkb (ジュアルケービー juarukeebii) este o trupă japoneză de visual kei rock formată în anul 2006. Trupa e formată din 7 membri, toți fiind comedianți. Single-ul de debut al trupei Metronome a atins poziția #1 în topurile Oricon și a fost sold out în aceeași zi. Denumirea trupei este o anagramă japoneză pentru "visual kei" (ビージュアルケー biijuarukee).

## Membri
- Haderu - Voce
- Ediee - Chitară
- Hideki - Vioară, Dans
- Dunch - Chitară bas
- Elsa - baterie

## Discografie
Albume
- Roses (5.16.2007)
- 狼煙 (Noroshi) (11.26.2008)
- Invade (2.9.2011)

Single-uri
- Metronome (5.31.2006)
- 恋傷 (Koi Kizu) (10.25.2006)
- Julia (11.29.2006)
- 黒い砂漠 (Kuroi Sabaku) (4.11.2007) (Ending theme of Elite Yankee Saburo)
- 誓い (Chikai) (11.7.2007)
- Fly (3.12.2008)
- 花 (Hana) (6.11.2008)
- 嘆きのエンドレス (Nageki no Endless) (10.22.2008) (Opening theme of Ten no Haoh)
- Will (8.5.2009)
- Makemagic (1.20.2010) (Theme song for Yu-Gi-Oh! Movie: Super Fusion! Bonds that Transcend Time)
- Super Special Summer (6.30.2010)